# Петропавловка (Абанский район)
Петропа́вловка — село в Абанском районе Красноярского края России. Административный центр Петропавловского сельсовета.

## География
Село находится в юго-западной части района, на левом берегу реки Абан, на расстоянии примерно 9 км (по прямой) к востоку-юго-востоку (ESE) от посёлка Абан, административного центра района. Абсолютная высота — 265 м над уровнем моря.

## История
Основано в 1899 году. По данным 1929 года в деревне имелось 104 хозяйства и проживал 561 человек (в основном — белорусы). Функционировала школа. В административном отношении являлась центром Петропавловского сельсовета Абанского района Канского округа Сибирского края.

## Население
| 1926 | 1989 | 2002 | 2010 |
| ---- | ---- | ---- | ---- |
| 561  | ↘244 | ↗250 | ↘207 |

Гендерный состав
По данным Всероссийской переписи населения 2010 года, в селе проживало 207 человек (104 мужчины и 103 женщины).
Национальный состав
Согласно результатам переписи 2002 года, в национальной структуре населения русские составляли 85 % из 250 чел.

## Улицы
- ул. Молодёжная,
- ул. Советская,
- ул. Школьная[8].

## Инфраструктура
В селе функционируют детский сад, фельдшерско-акушерский пункт, библиотека и сельсовет.